# Giuseppe Valeriano

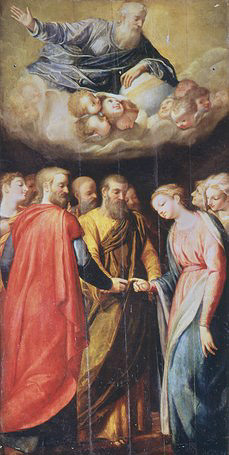
Giuseppe Valeriano, Lo sposalizio della Vergine, Roma, Chiesa del Gesù

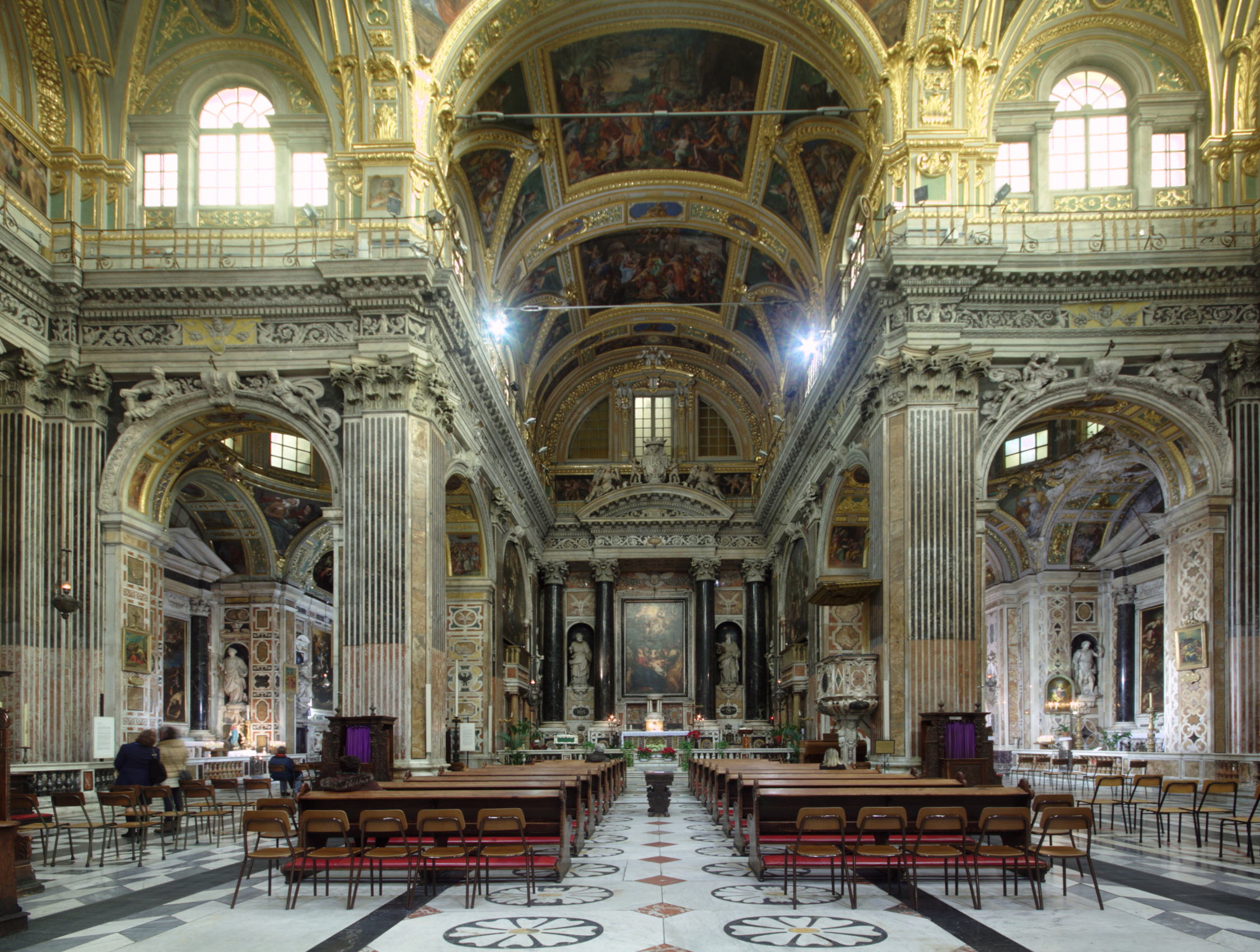
Chiesa del Gesù (Genova)

Giuseppe Valeriano o Valeriani (L'Aquila, agosto 1542 – Napoli, 15 luglio 1596) è stato un pittore, architetto e gesuita italiano.

## Biografia
Si formò in patria presso Pompeo Cesura, quindi iniziò a lavorare indipendentemente in un anno non ben preciso e, trasferitosi a Roma, eseguì gli affreschi e la pala d'altare nella Cappella dell'Ascensione in Santo Spirito in Sassia. Quindi si trasferì in Spagna, forse per svolgervi il proprio noviziato, dove ebbe nuove commissioni che lo misero forse in rapporto con il cantiere del palazzo dell'Escorial.
In Spagna comunque nel 1572 risulta entrato nella Compagnia di Gesù e nel 1575 lo si trova nella Casa di probazione di Medina del Campo. Trascorse ancora un periodo a Lisbona prima di tornare in Italia in un momento imprecisato fra il 1579 e il 1581.
Al suo ritorno Valeriano divenne una sorta di sovrintendente ufficiale per le fabbriche dell'Ordine. Seguì tra l'altro la costruzione della Cappella della Madonna della Strada nella Chiesa del Gesù di Roma e del Collegio Romano progettato dall'Ammannati. Risulta dubbio identificare un suo apporto progettuale a queste opere, anche se sembra abbia avuto un ruolo nel progetto per la costruzione del Palazzo dei Gesuiti di Lecce.
Su suo disegno furono realizzate la Chiesa del Gesù a Genova e la Chiesa del Gesù Nuovo a Napoli, entrambe basate su un impianto centrale ma con l'asse longitudinale leggermente rafforzato dall'aggiunta di una campata verso la facciata.
Fu inoltre a Monaco per collaborare alla costruzione della Chiesa di San Michele progettata da Federico Sustris.